# José Varela (calciatore)
José Carlos Moreira Varela (15 settembre 1997) è un calciatore capoverdiano, attaccante del Belenenses.

## Caratteristiche tecniche
È un'ala sinistra.

## Palmarès

### Club

#### Competizioni nazionali
- Liga 3: 1

Alverca: 2023-2024